# 全日本シニア柔道体重別選手権大会
全日本シニア柔道体重別選手権大会（ぜんにほんしにあじゅうどうたいじゅうべつせんしゅけんたいかい）は、大会に出場する機会が少ない実業団や警察に所属するシニア選手のために設けられることになった柔道の全国大会。第1回大会は2023年2月に開催された。

## 概要
今大会の出場資格を有するのは、全柔連の強化指定選手か、前年の講道館杯で5位以上になった選手を除いたシニア年齢(21歳以上)に該当する実業団や警察の選手となる。今大会の優勝者には次年度の講道館杯への出場資格が付与される。第1回大会は2023年2月に開催されたが、大会名称自体は2022年の扱いとなる。

## 歴代優勝者

### 男子
| 年     | 60 kg以下級 | 66 kg以下級 | 73 kg以下級 | 81 kg以下級 | 90 kg以下級 | 100 kg以下級         | 100 kg超級 |
| ------ | ----------- | ----------- | ----------- | ----------- | ----------- | -------------------- | ---------- |
| 2022年 | 小西誠志郎  | 大島優磨    | 野上廉太郎  | 正木聖悟    | 奥田將人    | 石山潤平             | 西尾徹     |
| 2023年 | 井上拓茉    | 浅利昌哉    | 幸田州世    | 堀川拓哉    | 野々内悠真  | 石内裕貴             | 山田伊織   |
| 2024年 | 井上拓茉    | 杉浦冬唯    | 島田隆志郎  | 釘丸将太    | 笹谷健      | 斉本研アレクサンドル | 石村健真   |

### 女子
| 年     | 48 kg以下級 | 52 kg以下級 | 57 kg以下級 | 63 kg以下級 | 70 kg以下級 | 78 kg以下級 | 78 kg超級  |
| ------ | ----------- | ----------- | ----------- | ----------- | ----------- | ----------- | ---------- |
| 2022年 | 馬場彩子    | 谷川美歩    | 柴田理帆    | 能智亜衣美  | 小林幸奈    | 梅津志悠    | 井上舞子   |
| 2023年 | 芳田真      | 中内柚里    | 香川瑞希    | 檀野芽紅    | 安松春香    | 長谷川瑞紀  | 薮内美咲   |
| 2024年 | 森結愛      | 武田亮子    | 川田歩実    | 浦明澄      | 桑形萌花    | 田中伶奈    | 吉峰芙母絵 |

## 会場
大浜だいしんアリーナ（堺市立大浜体育館）2022年-